# Carl Trolle-Bonde
Carl Johan Trolle-Bonde, född 16 juni 1843 på Kesätters gård i Västra Vingåkers församling i Södermanlands län, död 25 augusti 1912 på Trolleholm i Torrlösa församling, var en svensk greve, lantbrukare, skriftställare och politiker ur släkten Bonde af Björnö. Han var son till Gustaf Trolle-Bonde den yngre samt far till Philip och Claës Bonde. 

## Biografi
Trolle-Bonde blev student 1862, tjänade 1863–1869 vid livgardet till häst, varefter han ägnade sig åt lanthushållning. Han ägde godsen Kjesäter och Hesselby samt innehade, sedan 1886, Trolleholms fideikommiss. Trolle-Bonde var 1884 ledamot av riksdagens andra kammare för Onsjö härads valkrets och ledamot av första kammaren 1885–1891 för Kristianstads läns valkrets samt 1897–1902 för Malmöhus läns valkrets. Han publicerade värdefulla beskrivningar över de gamla Bondegodsen: Trolleholm (1892), som han på ett stilfullt sätt restaurerade, Kjesäter (1893) och Hesselby (1894), varjämte han i Porträttsamlingen på Vibyholm (1876) lämnade bidrag till även detta Bondegods historia. År 1895 började han ge ut Anteckningar om Bondesläkten, som kom ut i ett flertal band. Trolle-Bonde fortsatte sina '"Anteckningar om Bondesläkten" med en monografi över Carl Bonde i 2 band 1910–1912 och skildringen av Trolleholm med 2 band 1906–1907 samt utgav Ex bibliotheca Trolleholmia (I, 1896; II, 1905–11).